# 吉永実夏
吉永 実夏（よしなが みか、1989年2月12日 - ）は、日本で活動していたタレント。埼玉県出身。活動当時はまくびープロ → Macbee Hollywood Entertainment に所属していた。
2010年に上京。以来7年間、経済・スポーツ分野のキャスター、リポーター、モデルとして活動していたが、2017年に日本国内での活動を終了し、事実上の芸能界引退を表明。活動を終えるにあたり、同年に結婚したことと、夫とともにオランダ・アムステルダムへ移住することを自身のブログで報告した。

## 出演

### テレビ番組
- ビジネスクリック（TBS） - キャスター（2010年10月4日 - 2012年3月31日）、リポーター（2013年4月 - 2014年3月）、月曜キャスター（2014年4月 - 2015年9月）
- カンニング竹山の銭ナールシリーズ（TBS） - 銭ドル候補生 役（2012年2月 - 2013年4月）
- よるべん（TBS） - コーナー担当（2012年4月 - 2013年3月）
- 西谷綾子のランドリ! Run & Dream（TOKYO MX） - 「マチランガイドTOKYO」リポーター（2012年8月 - 2012年12月）
- シャキーン!（NHK） - 「金賞を決めろ！」司会者 役（2012年11月 - 2015年3月）、口パクリポーター（2015年4月 - 、不定期出演）
- パ・リーグ主義（TOKYO MX） - コーナー担当（2013年4月 - 2013年12月）
- FXクリックタイム（TOKYO MX） - 司会アシスタント（2014年1月 - 2014年3月）
- パ・リーグ応援宣言!ホークス中継2014（TOKYO MX） - リポーター（2014年4月 - 2014年12月）
- weekend Hips（TOKYO MX） - 「東京写真館」リポーター（2014年4月 - 2015年3月）
- シャキット!（千葉テレビ） - リポーター（2014年12月 - 2015年5月）
- ザ・サンデー千葉市（千葉テレビ） - リポーター（2015年4月 - ）
- ゲームクラブ eスポーツMAX（TOKYO MX） - キャスター（2015年4月 - ）
- ぐるっと浦安（J:COM 千葉）
- デイリーニュースダイジェスト（J:COM 千葉） - 上総エリアキャスター（2016年1月 - ）

### ラジオ番組
- 北野誠のFXやったるで!（ラジオNIKKEI第1放送） - アシスタント（2011年12月6日 - 2017年3月29日）
- 投資家コミュニティ トレーダーズユナイテッド!（ラジオNIKKEI第1放送） - 「マーケットクリック！」のコーナー担当（2012年12月4日 - 2013年3月）
- マーケットプレス（ラジオNIKKEI第1放送） - 「マーケットクリック！」のコーナー担当（2013年4月 - 2013年8月13日）
- 外為オプションやったるで！（ラジオNIKKEI第1放送） - MC（2014年7月 - 2014年12月）

### ネット配信番組
- ひよこトレーダーヨシミカのピヨピヨ育成記（ラジオNIKKEI） - パーソナリティ（2012年1月6日 - 2012年10月5日）。上記『北野誠のFXやったるで!』のスピンオフ番組。ネット配信のみでラジオ放送はなし[3]。

### CM
- クリック証券 → GMOクリック証券 CM「カンタンが、いちばん。」編（2011年1月）[4]、「株少女」編3作（2011年4月）[5]

## モデル活動

### 雑誌
- CM NOW（2012年、玄光社）
- BOMB（2012年、学研プラス）

### ポスター
- 全日本葬祭業協同組合連合会 - ポスターモデル